# Повстання племен гереро і нама (1904—1907)
Повстання племен гереро і нама 1904—1907 — повстання корінного населення Південно-Західної Африки (Намібії) проти німецької колоніальної адміністрації.

## Передумови

### До колонізації
Гереро випасали худобу, займаючи більшу частину центральної та північної частини Південно-Західної Африки. Під керівництвом Йонкера Африканера, який помер у 1861 році, а потім під проводом Самуеля Махареро вони досягли переваги над народами Нама та Орлам у серії конфліктів, які на пізніх стадіях широко використовували вогнепальну зброю, отриману від європейських торговців.

### Німецька колонізація
На початку 1880-х років німецький державний діяч Отто фон Бісмарк, скасувавши свою попередню відмову від колоніальних придбань, вирішив провести політику імперської експансії. У 1882 році Бісмарк дав дозвіл Адольфу Людеріцу отримати землі, які Німеччина передасть під свій «захист», за умови, що на захоплених територіях буде створено порт і що на землю буде «чітке право власності». Людеріц купив право власності на Ангра-Пекена (пізніше перейменовану на затоку Людериц) у Джозефа Фредерікса, вождя народу Оорлам, в обмін на 200 гвинтівок, 2500 німецьких марок і кілька свинцевих іграшкових солдатиків, і заснував там порт. Уточнення права власності на Німеччину серед європейських держав зайняло деякий час, оскільки британці відмовилися у відповідь на запит Німеччини уточнити межі свого права власності, однак у квітні 1884 року Бісмарк доручив німецькому консулу оголосити «Lüderitzland» (як володіння Людеріца на півдні - Західна Африка стала відомою як перебувала під «захистом» Німецького Рейху. Людеріц постійно поширював вплив Німеччини на територію Південно-Західної Африки, доки до 1885 року лише одне плем’я в ній – вітбуа – не уклало певної угоди з Німеччиною.
Хоча рейнські місіонери, торговці та інші європейці були присутні на території з 1830-х років, лише з появою претензій Німеччини на Південно-Західну Африку німецьке заселення території почалося серйозно. До 1903 року під протекторатом було приблизно 4682 європейських поселенців, з яких майже 3000 були німцями, більшість з них у містах Людеріц, Свакопмунд і Віндгук. Поява широкомасштабного німецького поселення також спричинила зміни у ставленні європейців до корінних народів гереро та нама, причому корінне населення зіткнулося з посиленням юридичної дискримінації та експропріації землі для використання європейськими поселенцями.

## Загальний хід і причини повстання

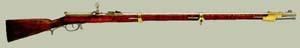
Нама мали на озброєнні досить сучасну на той час вогнепальну зброю — гвинтівки систем Маузера (зразка 1871 і 1888) і Дрейзе (зразка 1849)

Повстання почалося 12 січня 1904 року виступом племен гереро під проводом Самуеля Магареро. Гереро почали повстання, убивши близько 120 німців, включаючи жінок і дітей. Повсталі обложили адміністративний центр Німецької Південно-Західної Африки місто Віндгук. Однак, отримавши підкріплення з Німеччини, колонізатори завдали 9 квітня поразки повстанцям біля гори Оньяті, а 11 серпня оточили їх в районі Ватерберга. Частина гереро була знищена в бою, решта відступили в пустелю, де більшість їх загинуло від спраги і голоду.
Вже після розгрому гереро повстали племена нама (готтентоти). 3 жовтня 1904 року в південній частині країни почалося повстання готтентотів на чолі з Хендріком Вітбооєм і Якобом Моренго. Цілий рік Вітбоой вміло керував боями. Після загибелі Вітбооя 29 жовтня 1905 року повстанці, розділившись на дрібні групи, продовжували партизанську війну аж до 1907 року. До кінця цього ж року велика частина повсталих повернулася до мирного життя, так як вони були змушені забезпечувати їжею свої сім'ї, а партизанські загони що залишилися, були незабаром витиснені за межу сучасної Намібії — в Капську колонію, що належала англійцям.
Після придушення повстання більша частина нама була переселена в посушливі безплідні райони, що стало причиною скорочення їх чисельності. У 1907 році землі гереро і готтентотів були конфісковані, їх громадська і племінна організація скасована.

## Тактика повсталих
Готтентоти намагалися уникати великих відкритих боїв. Ведучи бій за схемою «бий-відступай», вони досягли певних успіхів. Це трохи нагадувало тактику бурів в англо-бурській війні. Про тактику повсталих добре свідчить вірш сина Хендріка Віттбооя:

Вершники, збір! 

Виводьте коней, 

Озбройтесь, патрони беріть, 

Всі на війну піший і кінний! 

Слухайте голос вождя на війні, 

Рухайтеся вночі, вранці стріляйте! 

Піший і кінний, нападайте зненацька! 

Не відступайте, браття, у вогні! 

З флангів вривайтеся у битві жорстокій 

І повертайтеся в призначений час. 

Вождь! Скликай своїх воїнів знову. 

До битв прийдешніх будуть готові нехай. 

Клич бойовий, і вогонь відкривається! 

Баритись не треба: ворог прокидається … 

Вогнем атакуйте, коліті, рубайте, 

Бийтеся !!! І клич бойовий припиніть …